# Tadeusz Pakuła
Tadeusz Pakuła (ur. 26 lipca 1945 w Łodzi, zm. 7 czerwca 2005 w Moguncji) – polski fizyk specjalizujący się w dziedzinie fizyki polimerów, twórca algorytmów CMA i DLL.

## Życiorys
Przez całą karierę naukową miał ścisłe związki z łódzkimi ośrodkami naukowymi. Studiował na Wydziale Matematyki, Fizyki i Chemii Uniwersytetu Łódzkiego, gdzie uzyskał tytuł magistra w dziedzinie fizyki w 1968 roku. Pracę naukową rozpoczął w 1967 roku, jeszcze jako magistrant, w Katedrze Fizyki na Wydziale Chemicznym Politechniki Łódzkiej pod kierunkiem profesora Mariana Kryszewskiego. Pod jego opieką odbył też studia doktoranckie na Wydziale Chemicznym Politechniki Łódzkiej, gdzie uzyskał stopień doktora w 1976 roku w dziedzinie chemii fizycznej. Tytuł rozprawy doktorskiej to „Wpływ dynamicznej deformacji na strukturę nadcząsteczkową w polietylenie”. Należy podkreślić, że wraz z innymi członkami zespołu kierowanego przez prof. Kryszewskiego Tadeusz Pakuła należał do pionierów w stosowaniu światła laserowego do badania struktury nadcząsteczkowej w polimerach z wykorzystaniem laserów samodzielnie budowanych w tym zespole. W latach 1976–1984 był zatrudniony jako adiunkt w Centrum Badań Molekularnych i Makromolekularnych PAN w Łodzi. W tym okresie odbył również staże naukowe w prestiżowych ośrodkach naukowych za granicą: w latach 1977-1978 na Uniwersytecie w Moguncji w zespole prof. E. W. Fischera; w latach 1982-1983, jako „visiting profesor” na Uniwersytecie w Kioto, gdzie współpracował z prof. H. Kawai oraz prof. T. Hashimoto. Stopień doktora habilitowanego uzyskał w 1984 roku na Wydziale Chemicznym Politechniki Łódzkiej z dziedziny chemii fizycznej i fizyki polimerów za rozprawę habilitacyjną „Mechaniczne własności niejednorodnych materiałów polimerowych w zależności od ich struktury”; w tej tematyce prowadził badania zarówno doświadczalne, jak i teoretyczne. W 1984 roku, na zaproszenie prof. E. W. Fischera, podjął pracę w nowo tworzonym Instytucie Maxa Plancka Badań Polimerów w Moguncji (MPI-P), który szybko stał się wiodącą placówką w dziedzinie badań polimerów na świecie, również dzięki osiągnięciom naukowym prof. Tadeusza Pakuły.
Mimo pracy w zagranicznym ośrodku naukowym prof. Tadeusz Pakuła stale utrzymywał kontakt z uczelniami w Polsce. Dzięki jego inicjatywie wielu młodych naukowców z Polski odbyło staże w MPI-P w Moguncji. Promował polskie zespoły badawcze i czynnie angażował się w przygotowywanie wspólnych projektów.
W latach 1994–1995 prof. Tadeusz Pakuła był zatrudniony na części etatu jako profesor na Uniwersytecie Adama Mickiewicza w Poznaniu, a od 1995 roku do końca życia był zatrudniony na Wydziale Chemicznym Politechniki Łódzkiej, gdzie w 1996 roku uzyskał tytuł naukowy profesora w dziedzinie chemii.
Działalność naukowa i dydaktyczna profesora Tadeusza Pakuły w Zakładzie Fizyki Polimerów Politechniki Łódzkiej zaowocowała rozpoczęciem w tym zakładzie (przekształconym w 1999 r. w Katedrę Fizyki Molekularnej) nowej dziedziny badań – symulacji komputerowych dynamiki molekularnej. Nadal współpracował również z Centrum Badań Molekularnych i Makromolekularnych PAN w Łodzi. Dzięki prof. Pakule możliwa była ścisła współpraca łódzkich naukowców z Instytutem Maxa Plancka w Moguncji, dzięki czemu możliwe było wykonywanie badań technikami niedostępnymi wówczas w Polsce.
Profesor Tadeusz Pakuła współpracował również z innymi czołowymi ośrodkami naukowymi badań polimerów na świecie, między innymi w Grecji, Francji, Włoszech, USA, Kanadzie, Japonii i Chinach, a na szczególne wyróżnienie zasługuje wieloletnia i bardzo owocna współpraca ze światowej sławy naukowcem, prof. Krzysztofem Matyjaszewskim z Carnegie Mellon University w Pittsburghu w USA.

## Działalność naukowa
Dorobek naukowy prof. Tadeusza Pakuły to ponad 300 publikacji w najbardziej prestiżowych czasopismach naukowych, jak między innymi Macromolecules, Journal of Chemical Physics, czy Journal of the American Chemical Society, a także wiele patentów.
Najważniejszy wkład prof. Pakuły w rozwój wiedzy o polimerach dotyczył określenia korelacji pomiędzy strukturą materiałów polimerowych a ich dynamiką molekularną i właściwościami makroskopowymi. Głównym przedmiotem jego badań były polimery o ściśle zdefiniowanej budowie, których morfologię, właściwości reologiczne, dielektryczne i termomechaniczne badał z zastosowaniem innowacyjnych metod eksperymentalnych. Prof. Pakuła specjalizował się w badaniach struktury polimerów technikami rozproszeniowymi. Jednym z najbardziej nośnych i nowatorskich obszarów jego zainteresowań było badanie struktury różnych kopolimerów o zaprojektowanej budowie molekularnej (kopolimerów o różnej sekwencyjności: gradientowych, blokowych, szczepionych lub statystycznych i o różnej topologii: liniowych, gwiaździstych, dendrytycznych lub ultra-rozgałęzionych) i ich zdolności do samo-organizacji i tworzenia regularnych nanostruktur morfologicznych. Opracował oryginalne metody przetwarzania materiałów polimerowych pozwalające uzyskać w nich uporządkowanie dalekiego zasięgu. Jedną z takich metod jest technika tzw. wylewania strefowego (zone-casting), pozwalająca wytwarzać zorientowane, cienkie warstwy różnych materiałów organicznych wykazujące silną anizotropię właściwości fizycznych (np. elektrycznych i optycznych). Metoda ta została ostatnio z sukcesem zastosowana do wytwarzania organicznych tranzystorów polowych przyczyniając się do rozwoju elektroniki molekularnej. Profesor Pakuła prowadził również badania takich materiałów jak żele, polimery odporne na wysokie temperatury, układy ciekłokrystaliczne i materiały dla optoelektroniki. Jedno z jego ostatnich odkryć dotyczyło ultra-miękkich elastomerów, które posiadają moduł sprężystości zbliżony do hydrożeli (rzędu kPa), ale są układami jednoskładnikowymi, w których łańcuchy główne makrocząsteczek są rozdzielone nie przez cząsteczki rozpuszczalnika, ale przez krótkie, nie splątane łańcuchy boczne.
Znaczącym wkładem prof. Pakuły w dziedzinie symulacji komputerowych dynamiki układów skondensowanych były opracowane przez niego oryginalne i efektywne algorytmy, pozwalające m.in. na symulację struktury i dynamiki makrocząsteczek o złożonej architekturze – Cooperative Motion Algorithm (CMA) i Dynamic Lattice Liquid Model (DLL). Algorytmy te dostarczają informacji o układach polimerowych niedostępnych doświadczalnie, co z kolei pozwala zaprojektować strukturę makrocząsteczek o określonych, pożądanych właściwościach, przewidzieć morfologię i przejścia fazowe polimerów i kopolimerów o różnorodnej budowie, a także zachowanie makrocząsteczek na powierzchni i w układach o ograniczonej geometrii. Pozwalają również modelować samą reakcję polimeryzacji z uwzględnieniem subtelnych efektów dyfuzyjnych. Algorytm DLL pozwala również modelować dynamikę zjawisk silnie nierównowagowych w układach małocząsteczkowych. Badania prof. Pakuły w dziedzinie symulacji są obecnie kontynuowane w Katedrze Fizyki Molekularnej Politechniki Łódzkiej przez dr. hab. Piotra Polanowskiego i dr. inż. Krzysztofa Hałagana. W ostatnim okresie życia prof. Pakuła poświęcił się idei budowy dedykowanej maszyny równoległej odwzorowującej model DLL, której podstawy opracował wspólnie z dr. hab. inż. Jarosławem Jungiem z Katedry Fizyki Molekularnej Politechniki Łódzkiej. Projekt takiej maszyny, pod nazwą Analizatora Rzeczywistych Układów Złożonych (ARUZ), został opracowany przez naukowców z Katedry Fizyki Molekularnej oraz Katedry Mikroelektroniki i Technik Informatycznych Politechniki Łódzkiej i został zrealizowany w ramach projektu „BioNanoPark” w Łódzkim Parku Naukowo-Technologicznym Bionanopark sp. z o.o..